# Russ Freeman
Russ Freeman (11 de fevereiro de 1960) é um guitarrista de smooth jazz, fundador e líder do Grupo The Rippingtons.

## Vida e Carreira
Nascido em Nashville, Tennessee, Freeman começou a carreira musical aos dez anos, quando começou a aprender a tocar guitarra. Seu primeiro professor foi um músico em Nashville que conheceu seu pai. Ele se imergiu no mundo musical ao acompanhar seu professor nos estúdios de Nashville e depois de seis anos trabalhou em diversas sessões como guitarrista profissional. Dois anos depois, mudou-se para Los Angeles, onde encontrou trabalho tocando para comerciais e com os vocalistas Engelbert Humperdinck e Anne Murray. Ele cita George Benson e Larry Carlton como influências.
Durante o período de um ano frequentou o Instituto de Artes da Califórnia. Foi então que lançou seu primeiro álbum solo, Nocturnal Playground. Depois deste primeiro trabalho, em 1985, fundou a banda de jazz The Rippingtons, em um novo projeto de atuação, como uma oportunidade de gravar com diversos músicos. A primeira versão da banda incluía David Benoit, Brandon Fields, Kenny G e Dave Koz. Em 1993, os Rippingtons se solidificaram em um sexteto de Freeman, Jeff Kashiwa no saxofone, Dave Kochanski nos teclados, Kim Stone no baixo, Tony Morales na bateria e Steve Reid na percussão. No ano de 1994, Freeman se reuniu com Benoit para The Benoit/Freeman Project. Também em 1994, Freeman e seu empresário, Andi Howard, formaram a gravadora Peak Records. Em 1998 colaborou com o guitarrista Craig Chaquico do Starship no álbum From the Redwoods to the Rockies.
Produtor musical (compositor) e arranjador, Freeman também toca outros instrumentos como baixo, teclado e bateria. Sua banda se apresenta mundialmente em turnês regulares. Sua música pode ser ouvida durante o Local do The Weather Channel nos segmentos 8s, e sua música "Brave New World" está incluída na compilação de 2008, The Weather Channel Presents: Smooth Jazz II.
Sua esposa, Yaredt Leon, também é compositora e contribuiu com músicas para os álbuns dos Rippingtons.